# Palladium Tour
Palladium Tour — гастрольный тур, который американский музыкант, автор песен и исполнитель Грейсон Ченс провёл в Европе, Северной Америке и Китае с 7 июля 2022 по 26 июля 2023 года.

## История
В интервью Ченс рассказал, что будучи ещё молодым исполнителем, научился у Леди Гаги одной вещи: работа артиста состоит в том, чтобы показать зрителю шоу на сцене. «Шоу» в данном случае означает, что зрители должны прийти на концерт и покинуть его с разными чувствами — так, чтобы они пережили что-то [хорошее] во время выступления. Невозможность выступать перед зрителями во время пандемии COVID-19 сильно повлияло на самоуверенность Ченса и он с большим оптимизмом видит свои предстоящие выступления в Европе, Канаде и США и с нетерпением ждет возможности вновь подняться на сцену.
Концерты в Европе должны были состояться весной 2020 года, однако из-за пандемии COVID-19 переносились несколько раз. Изначально (в 2020 году) они не были привязаны к выходу какого-либо альбома. Гастроли в поддержку «Portraits» (2019) прошли в 2019 году. После этого был выпущен альбом «Trophies» (2021) и предполагалось, что тур будет организован в поддержку этой пластинки. В итоге европейский тур музыканта состоялся уже после выхода сингла «Palladium» и был объявлен в рамках всего «Palladium Tour», приуроченным к выходу альбома в сентябре 2022 года.
Выступления с 10 сентября до 3 декабря были объявлены 30 июня 2022 года, в тот же день, когда музыкант объявил о выходе альбома «Palladium» в сентябре того же года.
В ноябре 2022 года после выступления в Оклахоме Ченс был госпитализирован из-за обострения кожной инфекции и позже прооперирован в больнице. По этой причине несколько концертов были отменены или перенесены на более поздние даты.
17 мая 2023 года было объявлено о проведении 7 концертов в Китае в июле этого же года.

## Музыканты
- Грейсон Ченс — вокал, клавишные
- Дэниель Лейп — гитара, синтезатор, ударные, перкуссия, компьютер
- Jordyn Zubyk — ударные (только в США)

### Артисты на разогреве
На двух концертах в Великобритании на разогреве выступала британская певица Phoebe AXA. На оставшихся концертах в Мадриде, Берлине, Париже и Амстердаме разогрева не было.
В США на разогреве выступала певица Dynamyte (например, в Филадельфии, Хамдене, Бостоне) и Бретт Камерон (Brett Cameron) (в Хамдене).

## Список песен
Гастрольный тур получил название по имени нового студийного альбома, вышедшего в сентябре 2022 года. Несмотря на то, что тур начался в июле, Ченс исполнил пять песен из нового альбома — уже вышедший первый сингл «Palladium», а также ранее неизданные песни: «Black Mascara», «My Dying Spirit», «Aloe Vera» и «Athena» (названия выделены полужирным шрифтом в списке ниже). Сингл «Athena» был выпущен 28 июля 2022 года в перерыве между европейским и североамериканским легами тура. Список песен ниже представлен для европейского лега гастрольного тура:
| №                   | Название                                  | Автор(ы)                                           | Длительность |
| ------------------- | ----------------------------------------- | -------------------------------------------------- | ------------ |
| 1.                  | «Black Mascara» (из Palladium, 2022)      | Грейсон Ченс                                       | ???          |
| 2.                  | «West Texas» (из Portraits, 2019)         | Ченс                                               | 3:36         |
| 3.                  | «Aloe Vera» (из Palladium, 2022)          | Ченс                                               | ???          |
| 4.                  | «Hands» (из Trophies, 2021)               | Ченс                                               | 3:15         |
| 5.                  | «My Dying Spirit» (из Palladium, 2022)    | Ченс                                               | ???          |
| 6.                  | «Same People» (из Trophies, 2021)         | Ченс                                               | 1:01         |
| 7.                  | «High-Waisted» (из Trophies, 2021)        | Ченс                                               | 3:27         |
| 8.                  | «Black On Black» (из Portraits, 2019)     | Ченс                                               | 3:23         |
| 9.                  | «Timekeeper» (из Portraits, 2019)         | Ченс                                               | 3:57         |
| 10.                 | «Yours» (из Portraits, 2019)              | Ченс                                               | 3:46         |
| 11.                 | «Good as Gold» (внеальбомный сингл, 2018) | Ченс                                               | 3:25         |
| 12.                 | «White Roses» (из Portraits, 2019)        | Ченс                                               | 3:56         |
| 13.                 | «Athena» (из Palladium, 2022)             | Ченс                                               | 3:58         |
| 14.                 | «Shut Up» (из Portraits, 2019)            | Ченс                                               | 2:50         |
| 15.                 | «Lakeshore» (из Portraits, 2019)          | Ченс                                               | 3:47         |
| 16.                 | «Holy Feeling» (из Trophies, 2021)        | Ченс / Тедди Гайгер / Чед Копелин / Кристиан Терьо | 4:03         |
| 17.                 | «Palladium» (из Palladium, 2022)          | Ченс / Джейсон Ривз                                | 4:07         |
| Общая длительность: | Общая длительность:                       | Общая длительность:                                | 1:20:00      |

Североамериканский лег тура начался уже после выхода альбома «Palladium». По этой причине Ченс изменил список песен, которые исполнялись на концертах в США и Канаде — музыкант исполнял вживую весь новый альбом целиком:
1. Mercury Year
2. Athena
3. Aloe Vera
4. Watchtowers
5. Black Mascara
6. My Dying Spirit
7. West Texas
8. Down and Out
9. Timekeeper
10. Yours
11. Good as Gold
12. Panthers
13. Stand
14. Homerun Hitter
15. Lakeshore
16. Shut Up
17. Hemingway, 74 rue de Cardinal
18. The Balcony Song
19. Palladium

## Даты концертов и места их проведения

### 2022 год
- 7 июля — Манчестер,  Великобритания — Deaf Institute (изначально в Night People)
- 8 июля — Лондон,  Великобритания — The Garage[англ.]
- 13 июля — Мадрид,  Испания — Moby Dick Club
- 14 июля — Берлин,  Германия — FRANNZ Club[нем.]
- 15 июля — Париж,  Франция — Backstage Paris
- 16 июля — Амстердам,  Нидерланды — Melkweg[англ.]

- 10 сентября — Бойсе,  США — Boise Pride Festival

- 5 октября — Филадельфия,  США — The Fillmore Philadelphia
- 6 октября — Хамден,  США — Space Ballroom
- 7 октября — Бостон (Аллстон),  США — Brighton Music Hall
- 9 октября — Индианаполис,  США — Irving Theater
- 13 октября — Портленд,  США — Hawthorne Theatre[англ.]
- 14 октября — Сиэтл,  США — Neumos
- 15 октября — Ванкувер,  Канада — Biltmore Cabaret
- 26 октября — Канзас-Сити,  США — Uptown Theater
- 27 октября — Чикаго,  США — Lincoln Hall
- 28 октября — Милуоки,  США — Miramar Theatre
- 31 октября — Вашингтон,  США — Union Stage — отменён
- 31 октября — Вьенна,  США — Jammin Java

- 2 ноября — Детройт,  США — Magic Stick
- 4 ноября — Орландо,  США — The Social — отменён
- 5 ноября — Атланта,  США — Hell at The Masquerade[англ.]
- 6 ноября — Нашвилл,  США — Exit/In[англ.]
- 9 ноября — Хьюстон,  США — The Secret Group — отменён
- 11 ноября — Остин,  США — Feel So Good
- 12 ноября — Оклахома-Сити,  США — Tower Theatre
- 13 ноября — Даллас,  США — Trees — отменён

- 1 декабря — Торонто,  Канада — The Axis Club Theatre
- 2 декабря — Нью-Йорк,  США — Gramercy Theatre[англ.]
- 3 декабря — Миннеаполис,  США — Skyway Theatre
- 9 декабря — Солт-Лейк-Сити,  США — The Complex — изначально 17 ноября
- 10 декабря — Денвер,  США — Larimer Lounge- изначально 16 ноября

Для концерта 11 ноября в Остине, на изначально объявленной площадке «Parish» за днесколько дней до этого произошёл пожар, поэтому выступление было перенесено в клуб «Feel So Good».

### 2023 год
- 11 января — Лос-Анджелес (Западный Голливуд),  США — The Troubadour — изначально 18 ноября 2022 года
- 12 января — Сан-Франциско,  США — The Independent — изначально 20 ноября 2022 года

- 8 июля — Макао,  Китай — Tencent Music Entertainment Awards
- 13 июля — Ухань,  Китай — Vox Livehouse
- 15 июля — Пекин,  Китай — Livehouse
- 16 июля — Цзинъань,  Китай — 1701 Livehouse Max
- 18 июля — Шанхай,  Китай — Bandai Namco Dream Hall — распродан полностью
- 20 июля — Ханчжоу,  Китай — MAO Livehouse — отменён
- 22 июля — Гуанчжоу,  Китай — Sound United — распродан полностью
- 23 июля — Шэньчжэнь,  Китай — SoFun Live
- 25 июля — Чэнду,  Китай — Full House
- 26 июля — Чунцин,  Китай — Impact Motion

- 20 августа — Шарлотт,  США — Charlotte Pride Main Stage (хедлайнер[англ.])
- 26 августа — Акрон,  США — Akron Pride Festival

## Отзывы критиков
- Жунрал «Vents Magazine» при объявлении тогда ещё «Trophies World Tour» в 2021 году, назвал Ченса «пианистом-виртуозом»[4].
- Британский портал «Melodic Magazine» публикует статью о прошедшем лондонском концерте музыканта и рассказывает, что музыкант исполнял как танцевальные композиции, так и медленные баллады, сидя за роялем. Ченс также рассказывал истории написания и создания песен в перерывах между их исполнением[9].
- Немецкий портал «Digital Daily» сообщает о предстоящем концерте Ченса в Берлине и называет музыканта «новым американским поп-героем» (нем. Amerikas neuer Pop-Hero)[10].

## Галерея
Во время всех европейских концертов Ченс исполнял песню «Black Mascara» в красной мантии, а остальные песни из сет-листа в красно-сине-белой кофте в надписью «Honda» (см. фото ниже). Одежда музыканта во время сессий Meet & Greet (встреча с поклонниками перед концертом) варьировалась в каждом городе.

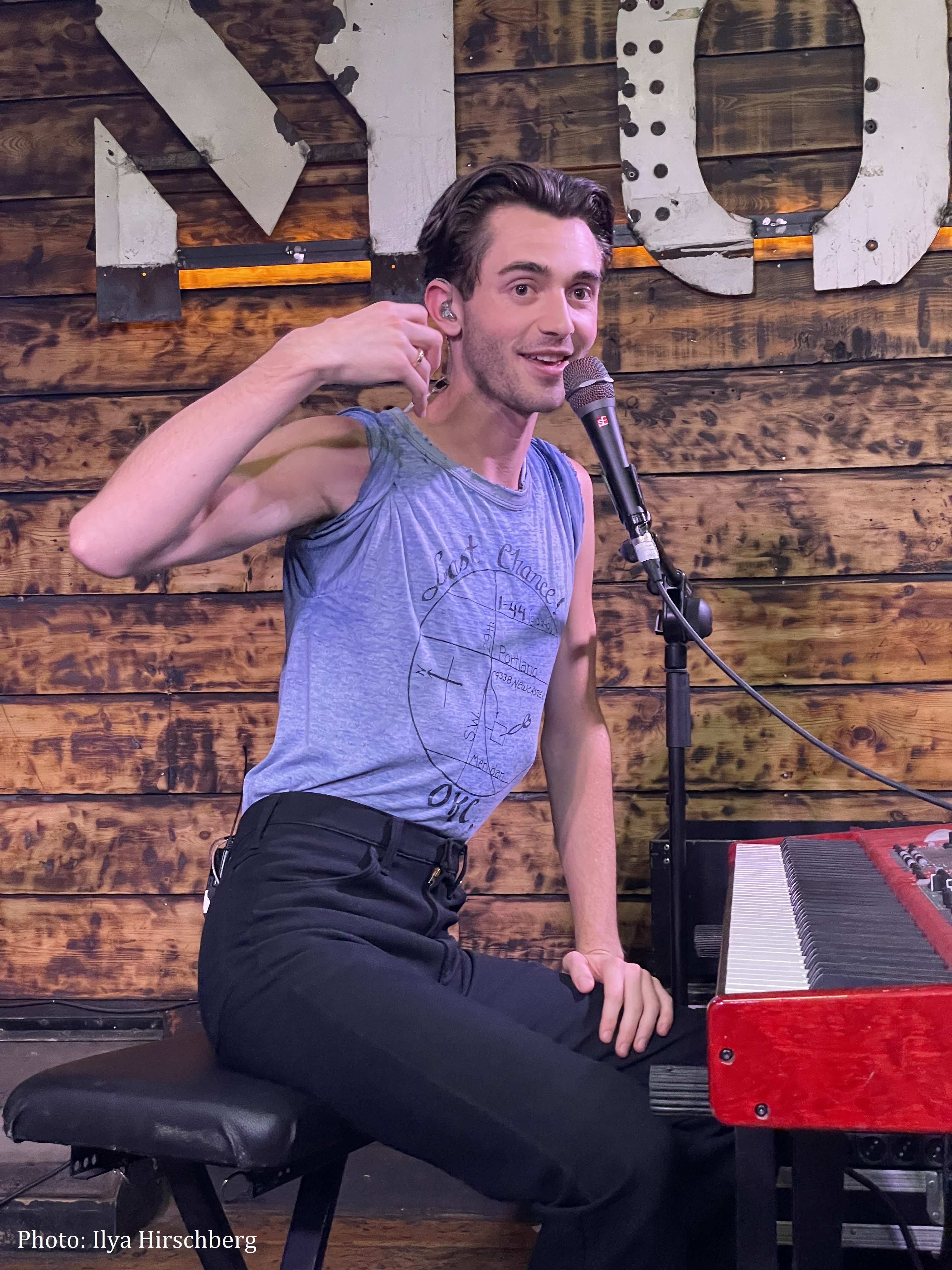
Ченс во время Meet & Greet на концерте в Мадриде
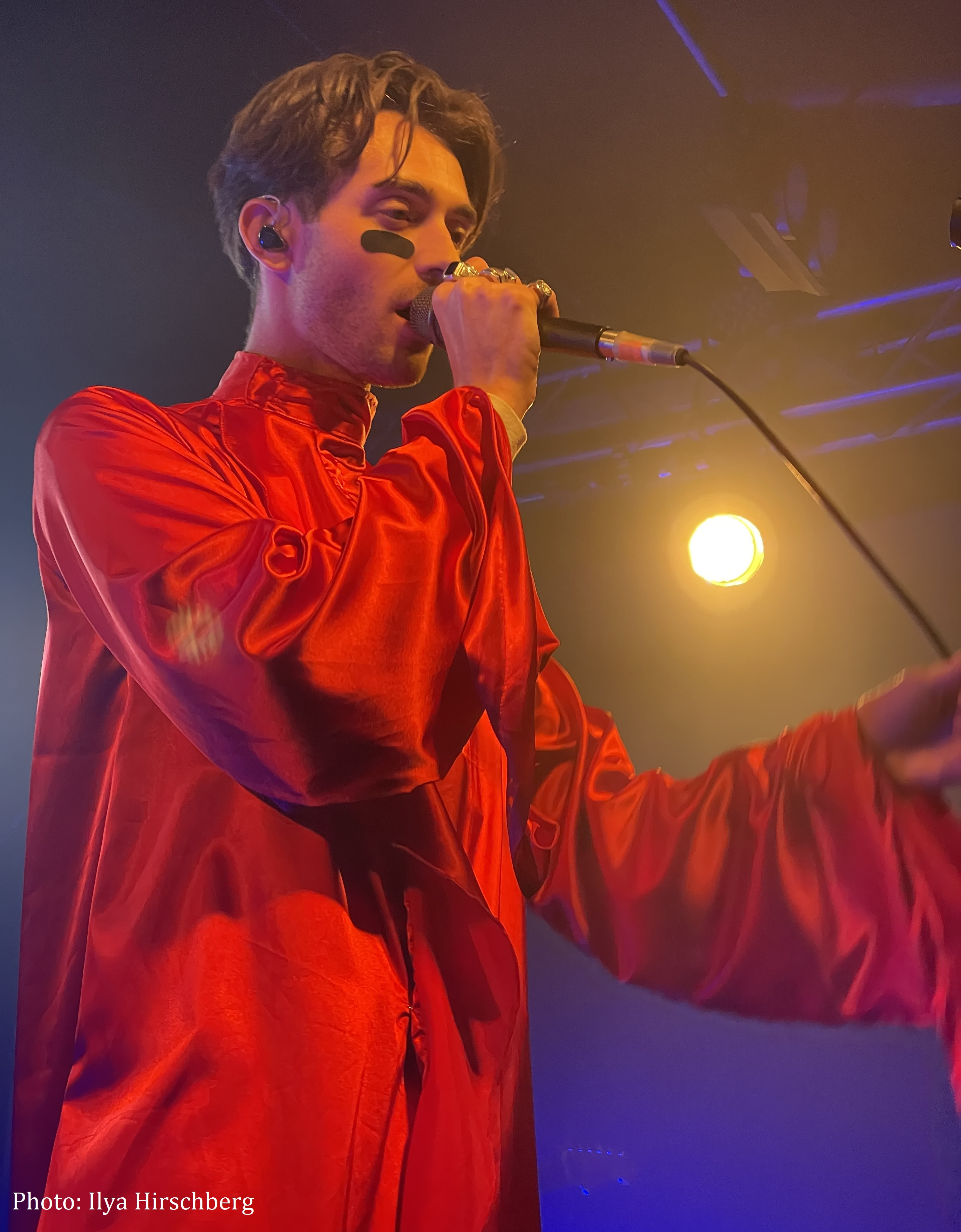
Ченс во время исполнения песни «Black Mascara» на концерте в Берлине
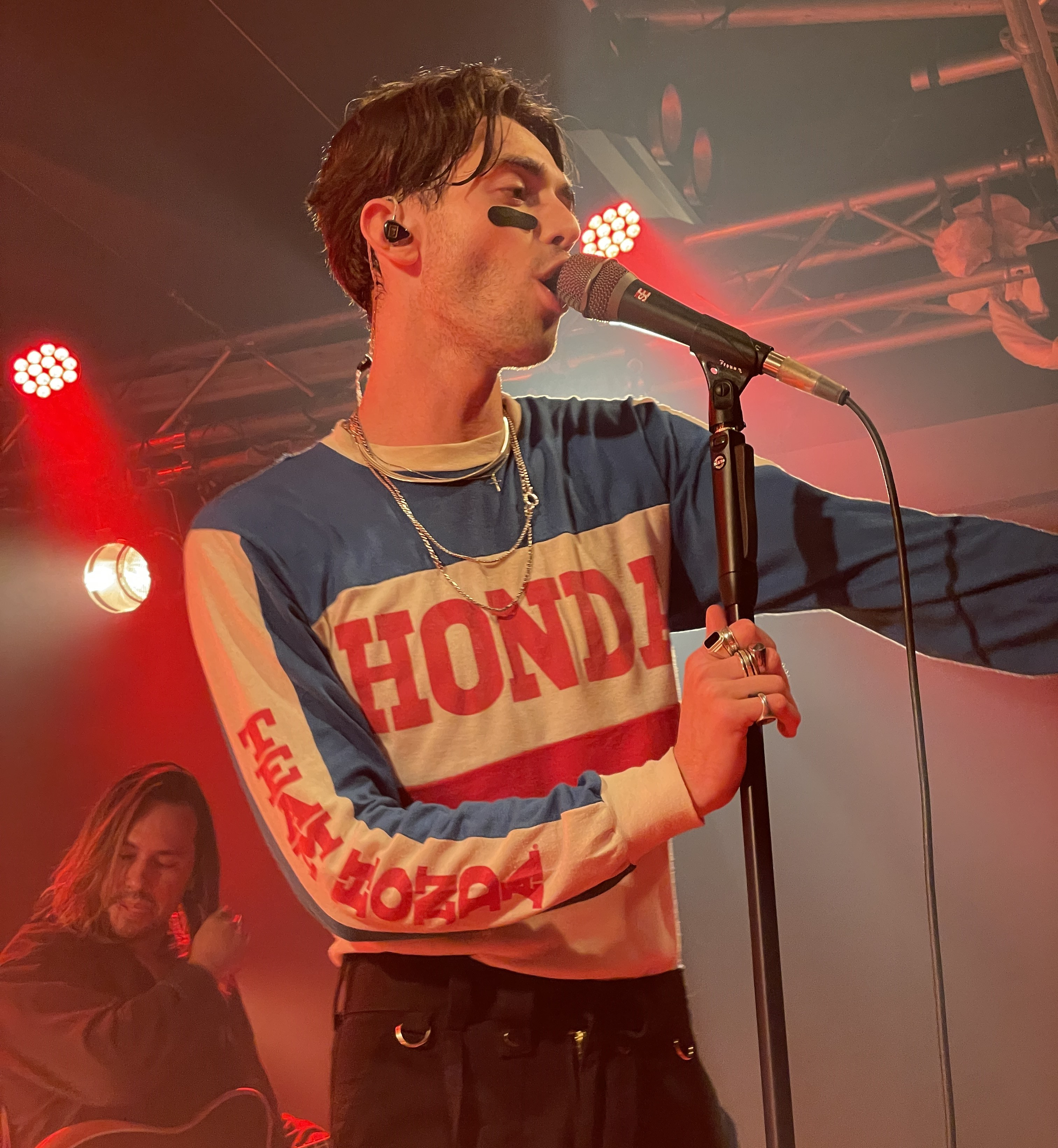
Ченс во время концерта в Берлине
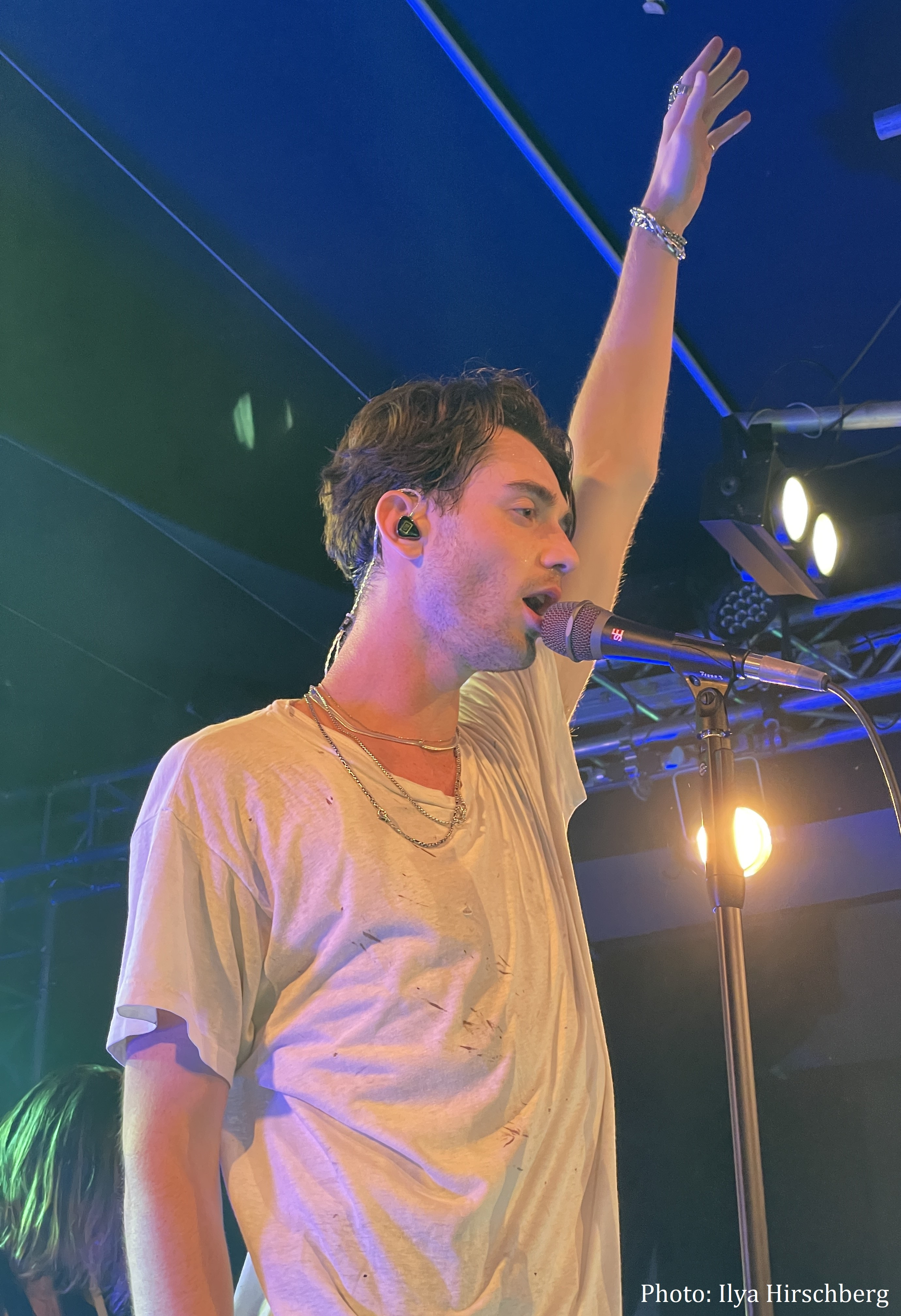
Ченс во время исполнения песни «Holy Feeling» на концерте в Берлине
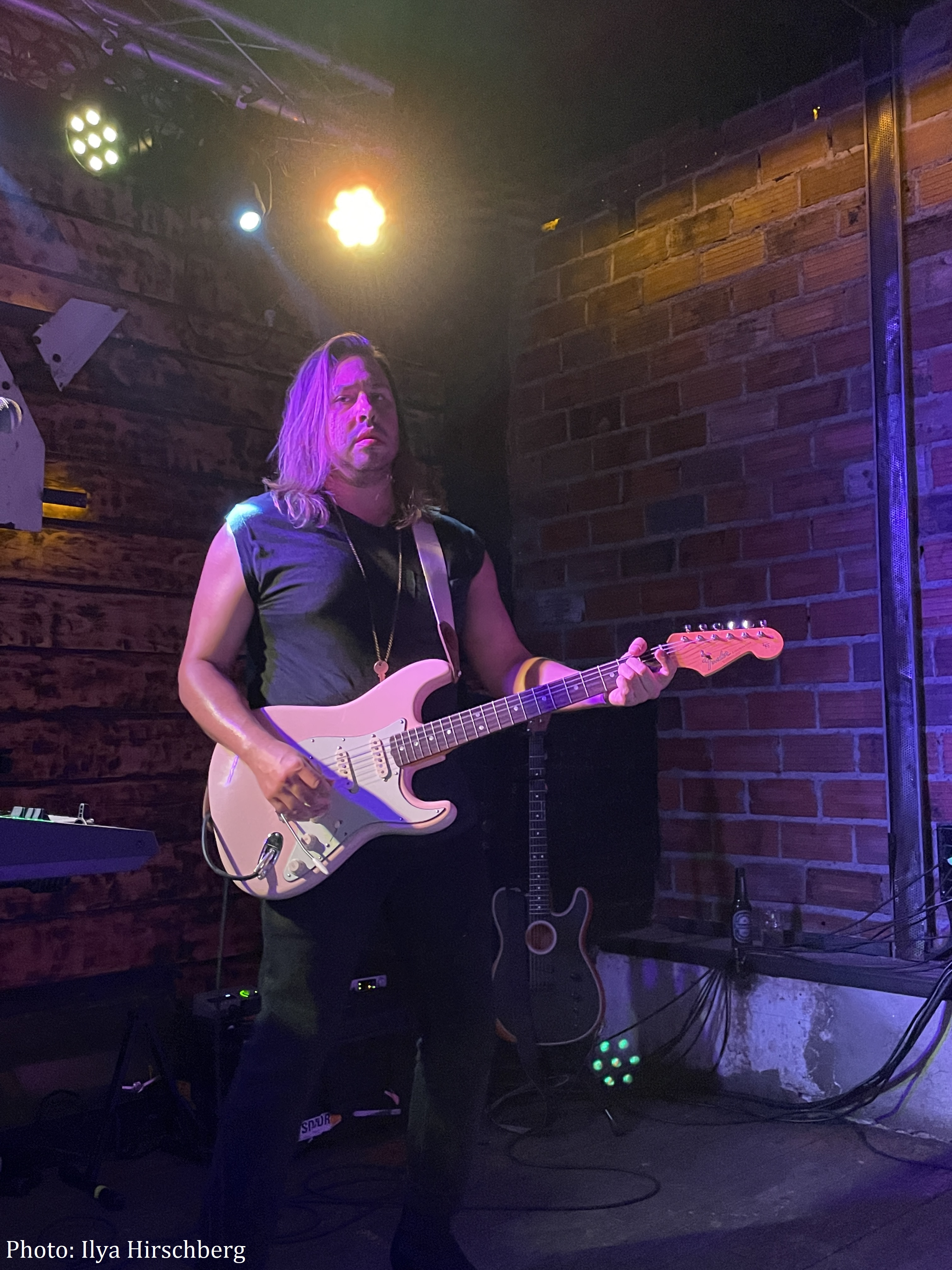
Гитарист Дэниель Лейп во время концерта в Мадриде